# Castillo de Årsta

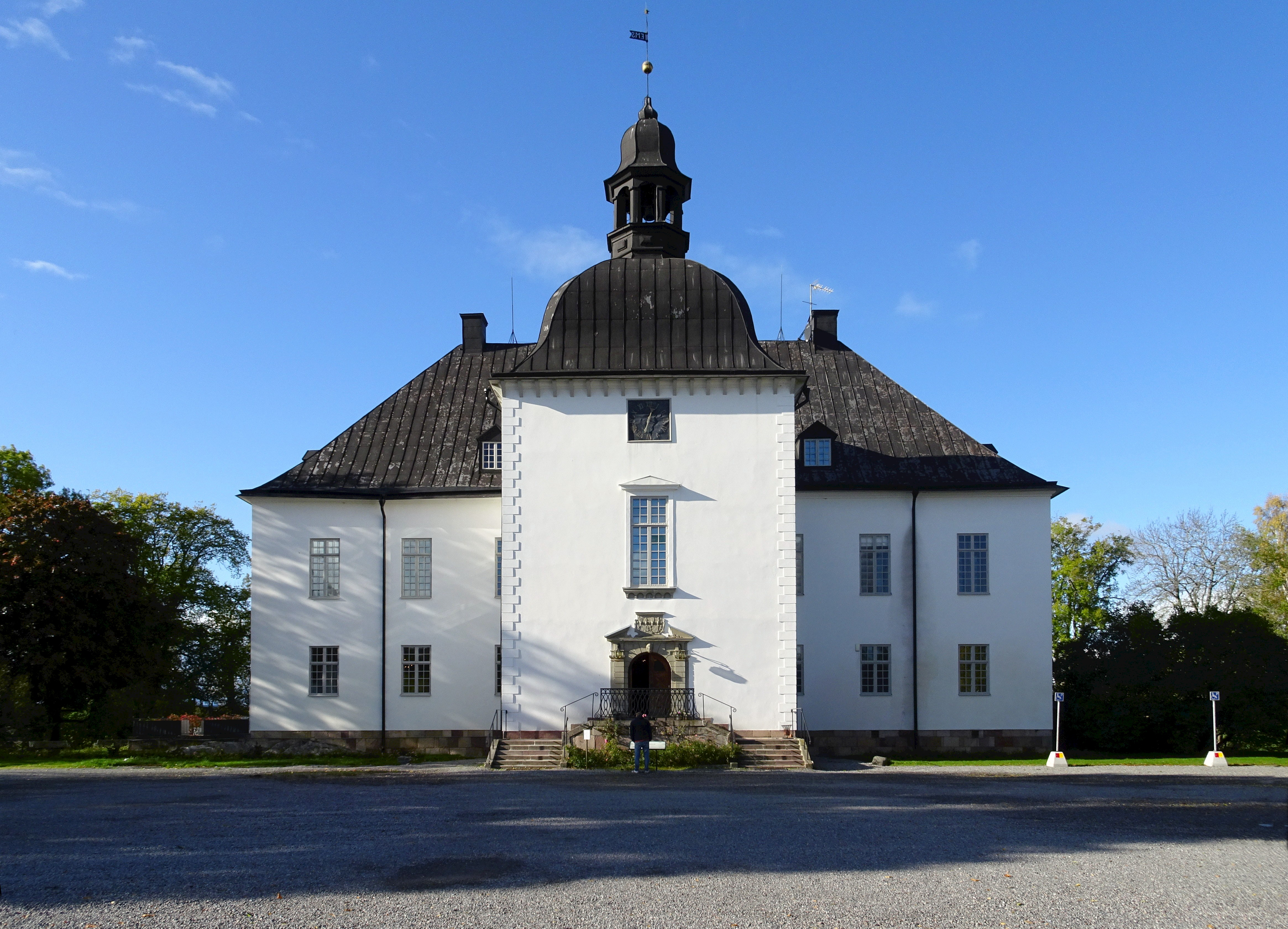
Castillo de Årsta

El Castillo de Årsta (en sueco: Årsta slott) en el municipio de Haninge, condado de Estocolmo, Suecia, es un castillo construido en el siglo XVII.
La finca de Årsta es mencionada en 1308, cuando esta fue la base de las propiedades suecas de la Orden Teutónica. Fue vendida al noble Erik Axelsson Tott en 1467. Todavía existen restos de la ruina medieval en los terrenos junto al Castillo de Årsta. El actual Castillo de Årsta fue construido entre 1660 y 1667 por Claes Hansson Bielkenstierna y su esposa Barbro Åkesdotter Natt och Dag. Fue heredado por matrimonio por las familias nobles de Kurck, Soop y Fleming hasta que fue comprado en 1805 por Carl Fredrik Bremer, el padre de Fredrika Bremer. Esta última murió en la finca en 1865.
En 1898-1910, fue propiedad de una compañía de la bolsa, y en 1910-1919 del ingeniero de telefonía Gustaf Cedergren, quien la modernizó internamente.
El Castillo de Årsta fue aduirido por el municipio de Österhaninge en 1966 y es utilizado hoy en día por el restaurante Årsta Slott Gastronomi y la sociedad Årstasällskapet.